# James Edward Quigley
James Edward Quigley (ur. 15 października 1854 w Oshawa, Kanada, zm. 10 lipca 1915) – amerykański duchowny katolicki, arcybiskup Chicago w latach 1903–1915.
Urodził się w Kanadzie lecz kiedy miał dwa lata rodzina przeniosła się do Stanów Zjednoczonych i zamieszkała w Lima. Ukończył St. Joseph College, po czym dostał się do West Point Academy. Zrezygnował jednak z ambicji wojskowych na rzecz kapłaństwa. Wstąpił do seminarium Matki Bożej Anielskiej w Niagara Falls. Naukę kontynuował również w Europie, w Innsbrucku i Rzymie. Święcenia kapłańskie przyjął w Wiecznym Mieście 13 kwietnia 1879 roku. Po powrocie do Stanów Zjednoczonych pracował duszpastersko w Attica, a następnie został proboszczem katedry św. Józefa w Buffalo (lata 1884–1886). W kolejnych latach przewodził społeczności parafialnej w parafii Św. Brygidy w Buffalo.
12 grudnia 1896 otrzymał nominację na biskupa diecezji Buffalo. Sakry udzielił mu Michael Corrigan, metropolita Nowego Jorku. Znany był jako gorliwy i utalentowany pasterz niebojący się angażowania w sprawy społeczne. Wyczulony był szczególnie na klasę robotniczą. Godna uwagi jest jego mediacja podczas strajków w 1899 roku, która złagodziła napięcia. Nieprzypadkowo więc dnia 8 stycznia 1903 przeniesiony został na urząd arcybiskupa Chicago, na którym pozostał do śmierci w wieku 60 lat. Tam także ujawnił swe talenty organizacyjne i duszpasterskie. Za jego kadencji otwarte zostało nowe seminarium duchowne, dbał również o opiekę duszpasterską nad imigrantami, która to polityka prowadzona była nadal także po jego śmierci.Jego imieniem nazwano Seminarium Przygotowawcze w Chicago.